# Észak-magyarországi Közlekedési Központ
Az Észak-magyarországi Közlekedési Központ Zrt. (ÉMKK) egy magyar közlekedési vállalat. 2012-ben hozta létre a Magyar Nemzeti Vagyonkezelő, a Volán-társaságok hét regionális társaságba szervezése egyik lépéseként. 2015. január 15-én az ÉMKK-ba beolvadt a Borsod Volán, a Hajdú Volán és a Szabolcs Volán.
Az ÉMKK Borsod-Abaúj-Zemplén, Hajdú-Bihar és Szabolcs-Szatmár-Bereg megyék helyközi közlekedését, valamint Nyíregyháza, Ózd, Kazincbarcika, Tiszaújváros, Balmazújváros és Hajdúszoboszló helyi közlekedését látta el. 1089 buszt és 20 állomást üzemeltetett, ezeknek körülbelül felét a korábbi Borsod Volán adta.

## Története
A kormány 2012-ben döntött a 24 Volán-társaság régiós közlekedési vállalatokba szervezéséről a szolgáltatás színvonalának emelése érdekében. Ennek előkészítésére 2012. november 19-én létrehoztak hat új közlekedési vállalatot, köztük az Észak-magyarországi Közlekedési Központot is. Ezek a vállalatok kezdetben nem végeztek személyszállítást, hanem azt 2014. december 31-ig a leánytársaságokká alakított Volán-társaságok folytatták, az ÉMKK esetében a Borsod, a Hajdú és a Szabolcs Volán. A Volán vállalatok 2015. január 1-jén olvadtak be anyavállalatukba, ezzel együtt a közlekedési központok átvették a Volánok korábbi feladatait is.
2019-ben ismét döntés született az állami közlekedési vállalatok átszervezéséről: június 20-án aláírták a hat közlekedési központ beleolvasztását a Volánbuszba, ezzel egy állami közlekedési cég maradna. Az összeolvadást 2019. október 1-jével valósították meg felkészülve a 2017. év végéről 2020 végére módosított autóbuszos piacnyitásra.